# Juego de socialización

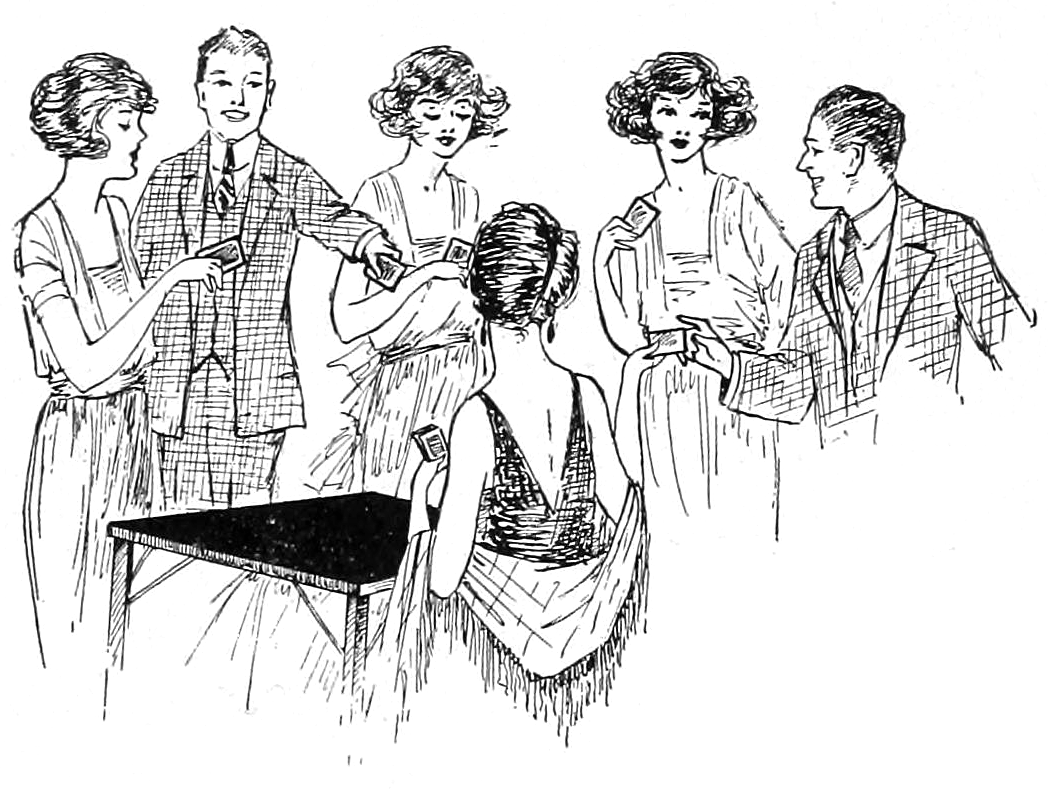
Un grupo de personas de fiesta juegan a la adivinar cartas.

Los juegos de socialización tienen por misión el poner en comunicación a la gente que se presenta a una fiesta o/y reunión y que no se conoce entre sí. De una forma rápida y divertida, estos juegos propician que las personas se integren en la celebración impidiendo la formación de grupos cerrados de invitados del mismo entorno. El factor de integración es crucial para el correcto desarrollo de una fiesta puesto que uno de sus motivos es la expectativa de conocer a otras personas.
Los juegos de socialización hay que plantearlos nada más empezar la reunión, una vez hayan llegado todos los asistentes. Las luces deben estar todavía bien encendidas para que se identifiquen correctamente. Por su parte, el ganador o ganadores de cada juego deberán ser obsequiados con un bonito premio lo que fomentará la competitividad entre los presentes.
Algunos juegos populares son:

## Encuentra a
El objetivo del juego es encontrar a personas que cumplan determinadas condiciones. Ello obligará a los asistentes a recorrer la sala preguntando a los demás sobre cuestiones más o menos personales. La necesidad de anotar el nombre del interlocutor constituye una excusa adicional para hacerse una primera presentación. El resultado al final del juego es que los presentes se han visto obligados a hablar entre sí y, por lo tanto, a conocerse.
Para comenzar el juego, se da a cada invitado un bolígrafo y una fotocopia de la plantilla que se presenta abajo. Entonces, se pide que busquen entre los invitados a las personas que cumplan los requisitos solicitados, eso sí, uno diferente para cada propuesta. Si algunos asistentes forman pareja sentimental, se puede entregar un solo un ejemplar para los dos.
Ejemplo de plantilla
Anote el nombre de alguna persona que (sin repetir nombres):
- veranee en la montaña
- tenga una hermana pequeña
- haya nacido en el extranjero
- su nombre empiece por A
- nunca haya viajado en avión
- tenga una mascota en casa
- viva fuera de su ciudad natal
- no le gusten los pepinillos
- lleve alguna prenda roja

Este es sólo un ejemplo. La naturaleza de las propuestas de la encuesta queda a la elección del organizador y debe depender de la índole y características de los invitados. El anfitrión debe intentar que, al menos una persona cumpla cada condición o sino el juego se tornará aburrido. Por último, es importante distribuir los destinatarios de los enigmas entre todos las grupos de la fiesta, de modo que los invitados no se limiten a interrogar exclusivamente a sus amigos.

## Cada oveja con su pareja
Si los invitados a la fiesta son, en su mayoría, solteros y sin compromiso, se quiere deshacer grupos cerrados o integrar a los tímidos, se puede plantear el célebre cada oveja con su pareja. Esta dinámica, generalmente planteada para adolescentes, es apropiada para cualquier edad puesto que sirve para fomentar la relación entre personas que a lo mejor nunca la establecerían por voluntad propia.
Se preparan tarjetas con nombres de personajes populares, que formen parejas entre sí. Luego, se introducen en dos bolsas diferentes en función del género (masculinas o femeninas). Cuando haya llegado todo el mundo, se les deja elegir su tarjeta (de la bolsa que corresponda a su mismo género) y se les pide que busquen su pareja. Para dificultar un poco el juego, se pueden trastocar las letras de los nombres. Por ejemplo, si la pareja escogida la forman la Pantera Rosa y el inspector Clusó (escrito a la española), puedes escribir en las tarjetas:
- ANPERAT SAOR
- TOPRENSIC SUCLO

Para aumentar la diversión, es importante incluir en las parejas a personajes populares de la escena social, deportiva o cultural del país.
Variante
Una variante del anterior consiste en formar grupos completos de personajes. Con ello, se consigue un mayor grado de socialización al tener que tratar cada asistente con un mayor número de invitados. En este caso, ya no procede la distinción por sexos siendo, en cambio, importante que todos los grupos tengan igual número de componentes. Algunos ejemplos de grupos son:
- personajes de los Simpson,
- jugadores del Real Madrid, F. C. Barcelona (o cualquier equipo local),
- pintores del Renacimiento,
- modelos famosas,
- cantantes populares,
- personajes de La Guerra de las Galaxias o El Señor de los Anillos
- etc.

Como en el caso anterior, es importante que los miembros de cada grupo se hallen repartidos entre todos los invitados a la fiesta de modo que todo el mundo se vea obligado a hablar con desconocidos.